# Sarah Hoolt
Sarah Hoolt est une joueuse d'échecs allemande née le 30 avril 1988. Grand maître international féminin depuis 2012, elle a remporté le championnat d'échecs d'Allemagne féminin en 2011.
Au 1er mai 2017, elle est la numéro deux allemande et la 35e joueuse mondiale avec un classement Elo de 2 442 points.
Elle a représenté l'Allemagne lors de trois olympiades féminines (en 2008, 2010 et 2014) ainsi que du championnats d'Europe par équipes féminines. En 2014, l'équipe d'Allemagne féminine finit neuvième de l'olympiade.